# Baklava
Baklava je kolač koji se radi od vučenog tijesta i uobičajeno oraha, zaslađena sirupom ili medom. Jedna je od najpopulanijih kolača osmanske kuhinje.
Predosmansko podrijetlo jela je nepoznato, ali u moderno doba to je uobičajeni desert iranske, turske i arapske kuhinje i drugih zemalja Levanta i Magreba, zajedno s Južnim Kavkazom, Balkanom i Srednjom Azijom.

## Priprema
Baklava se priprema s vučenim tijestom, složenim u obično desetak i više slojeva između kojih se dodaje smjesa mljevenih ili nasjeckanih oraha ili pistacija. Reže se u obliku romba ili kocke. Poslije dužeg pečenja na niskoj temperaturi zaljeva se otopinom šećera ili meda i vode kojoj može biti dodan limunov sok, ovisno o receptu. 
Zbog mnogobrojnih varijacija, postoje pretpostavke da potječe iz Armenije (paklava), kao i iz Grčke. Grčke baklave se prema receptu često posipaju sezamom. Baklava se u Bosni i Hercegovini tradicionalno smatra kolačem za posebne praznike pa je muslimani pripremaju za Ramazanski bajram i Kurban-bajram.
- Baklava narezana na kocke
- Iranska baklava

## Vanjske poveznice
|  | Zajednički poslužitelj ima još gradiva o temi Baklava |